# Trio à cordes de Higdon
Le Trio à cordes est une œuvre de musique de chambre de la compositrice américaine Jennifer Higdon écrite en 1988.

## Contexte et création
Le Trio à cordes est une œuvre de jeunesse de la compositrice Jennifer Higdon. Elle écrit ce trio pour violon, alto et violoncelle alors qu'elle fait ses études à l'Institut de musique Curtis après avoir écrit un quatuor à cordes.